# Francesc Arnau
Francesc Arnau Grabulosa (ur. 23 maja 1975 w Las Planas, zm. 22 maja 2021 w Oviedo) – piłkarz hiszpański grający na pozycji bramkarza.

## Kariera klubowa
Arnau jako nastolatek trafił do akademii piłkarskiej FC Barcelona. Najpierw występował w drużynie C na szczeblu piątej ligi, by w 1995 roku stać się zawodnikiem zespołu B, występującego na boiskach Segunda División. Stał się podstawowym bramkarzem tej drużyny, a w 1996 roku został trzecim bramkarzem Barcelony, prowadzonej wówczas przez Bobby'ego Robsona. 9 listopada zadebiutował w Primera Division w zremisowanym 3:3 spotkaniu z Atlético Madryt i w tamtym sezonie był to jego jedyny mecz w lidze w barwach wicemistrza i zdobywcy Pucharu Hiszpanii. W Barcelonie rywalizował wówczas o miejsce w składzie z Portugalczykiem Vítorem Baíą i Carlesem Busquetsem. W kolejnych sezonach nadal bronił w zespole B. W sezonie 1998/1999 rozegrał jedno spotkanie mając przy tym mały udział w wywalczeniu mistrzostwa Hiszpanii. Natomiast w sezonie 1999/2000, w którym "Blaugrana" została wicemistrzem kraju, wystąpił 16-krotnie broniąc na przemian z Holenderem Ruudem Hespem. Sezon 2000/2001 był ostatnim dla Arnaua w Barcelonie i wystąpił w nim w 6 spotkaniach ligowych oraz pełnił w nim rolę dublera dla Joségo Reiny i Richarda Dutruela. Łącznie w pierwszym zespole "Barçy" rozegrał 24 ligowe mecze.
Latem 2001 roku Arnau odszedł do Málagi, jednak cały sezon przesiedział na ławce rezerwowych przegrywając tym samym rywalizację o miejsce w składzie z Pedrem Contrerasem. W Máladze zadebiutował dopiero w 16 marca 2003 w przegranym 1:2 meczu z Espanyolem. Natomiast w kolejnych dwóch bronił naprzemiennie z Juanem Calatayudem. W sezonie 2005/2006 był podstawowym bramkarzem Málagi, jednak drużyna ta zajęła ostatnie 20. miejsce i spadła do Segunda División. W 2008 roku Málaga wróciła do Primera Division, a Arnau w tamtym sezonie był dublerem dla Iñakiego Goity. Od początku sezonu 2008/2009 pełnił funkcję kapitana zespołu "Boquerones". W 2011 roku zakończył karierę.
| Sezon   | Klub           | Kraj      | Rozgrywki          | Mecze | Bramki |
| ------- | -------------- | --------- | ------------------ | ----- | ------ |
| 1995/96 | FC Barcelona B | Hiszpania | Segunda División   | 36    | 0      |
| 1996/97 | FC Barcelona   | Hiszpania | Primera División   | 1     | 0      |
| 1996/97 | FC Barcelona B | Hiszpania | Segunda División   | 34    | 0      |
| 1997/98 | FC Barcelona B | Hiszpania | Segunda División B | 34    | 0      |
| 1998/99 | FC Barcelona   | Hiszpania | Primera División   | 1     | 0      |
| 1998/99 | FC Barcelona B | Hiszpania | Segunda División   | 15    | 0      |
| 1999/00 | FC Barcelona   | Hiszpania | Primera División   | 16    | 0      |
| 2000/01 | FC Barcelona   | Hiszpania | Primera División   | 6     | 0      |
| 2001/02 | Málaga CF      | Hiszpania | Primera División   | 0     | 0      |
| 2002/03 | Málaga CF      | Hiszpania | Primera División   | 3     | 0      |
| 2003/04 | Málaga CF      | Hiszpania | Primera División   | 21    | 0      |
| 2004/05 | Málaga CF      | Hiszpania | Primera División   | 20    | 0      |
| 2005/06 | Málaga CF      | Hiszpania | Primera División   | 36    | 0      |
| 2006/07 | Málaga CF      | Hiszpania | Segunda División   | 27    | 0      |
| 2007/08 | Málaga CF      | Hiszpania | Segunda División   | 0     | 0      |
| 2008/09 | Málaga CF      | Hiszpania | Primera División   | 13    | 0      |
| 2009/10 | Málaga CF      | Hiszpania | Primera División   | 0     | 0      |
| 2010/11 | Málaga CF      | Hiszpania | Primera División   | 9     | 0      |

## Kariera reprezentacyjna
W latach 1996–1998 Arnau był członkiem młodzieżowej reprezentacji Hiszpanii U-21. W 1998 roku wystąpił z nią na Mistrzostwach Europy U-21 i wywalczył mistrzostwo kontynentu. Został też uznany najlepszym zawodnikiem tego turnieju.